# Norm Nixon
Norman Ellard Nixon, detto Norm (Macon, 11 ottobre 1955), è un ex cestista e allenatore di pallacanestro statunitense, professionista nella NBA e in Italia.

## Carriera
Venne selezionato dai Los Angeles Lakers al primo giro del Draft NBA 1977 (22ª scelta assoluta).

## Statistiche

### NBA

#### Regular Season
| Anno       | Squadra            | PG  | PT  | MP    | TC%  | 3P%  | TL%  | RP  | AP   | PRP | SP  | PP   |
| ---------- | ------------------ | --- | --- | ----- | ---- | ---- | ---- | --- | ---- | --- | --- | ---- |
| 1977-1978  | L.A. Lakers        | 81  | -   | 34,3  | 49,7 | -    | 71,4 | 3,0 | 6,8  | 1,7 | 0,1 | 13,7 |
| 1978-1979  | L.A. Lakers        | 82* | 82  | 38,4  | 54,2 | -    | 77,5 | 2,8 | 9,0  | 2,5 | 0,2 | 17,1 |
| 1979-1980† | L.A. Lakers        | 82  | 82  | 39,3* | 51,6 | 12,5 | 77,9 | 2,8 | 7,8  | 1,8 | 0,2 | 17,6 |
| 1980-1981  | L.A. Lakers        | 79  | -   | 37,5  | 47,6 | 16,7 | 77,8 | 2,9 | 8,8  | 1,8 | 0,1 | 17,1 |
| 1981-1982† | L.A. Lakers        | 82  | 82  | 36,9  | 49,3 | 25,0 | 80,8 | 2,1 | 8,0  | 1,6 | 0,1 | 17,6 |
| 1982-1983  | L.A. Lakers        | 79  | 79  | 34,3  | 47,5 | 0,0  | 74,4 | 2,6 | 7,2  | 1,3 | 0,1 | 15,1 |
| 1983-1984  | San Diego Clippers | 82* | 82  | 37,2  | 46,2 | 23,9 | 76,0 | 2,5 | 11,1 | 1,1 | 0,0 | 17,0 |
| 1984-1985  | L.A. Clippers      | 81  | 81  | 35,7  | 46,5 | 33,3 | 78,0 | 2,7 | 8,8  | 1,2 | 0,0 | 17,2 |
| 1985-1986  | L.A. Clippers      | 67  | 62  | 31,9  | 43,8 | 34,7 | 80,9 | 2,7 | 8,6  | 1,3 | 0,0 | 14,6 |
| 1988-1989  | L.A. Clippers      | 53  | 30  | 24,9  | 41,4 | 27,6 | 73,8 | 1,5 | 6,4  | 0,9 | 0,0 | 6,8  |
| Carriera   | Carriera           | 768 | 580 | 35,5  | 48,3 | -    | 77,2 | 2,6 | 8,3  | 1,5 | 0,1 | 15,7 |

#### Playoffs
| Anno     | Squadra     | PG | PT | MP   | TC%  | 3P%  | TL%  | RP  | AP    | PRP | SP  | PP   |
| -------- | ----------- | -- | -- | ---- | ---- | ---- | ---- | --- | ----- | --- | --- | ---- |
| 1978     | L.A. Lakers | 3  | -  | 30,7 | 45,8 | -    | 66,7 | 3,0 | 5,3   | 1,3 | 0,3 | 8,0  |
| 1979     | L.A. Lakers | 8  | -  | 40,9 | 47,1 | -    | 73,3 | 3,5 | 11,8* | 1,4 | 0,0 | 15,4 |
| 1980†    | L.A. Lakers | 16 | -  | 40,5 | 47,7 | 20,0 | 80,4 | 3,5 | 7,8   | 2,0 | 0,2 | 16,9 |
| 1981     | L.A. Lakers | 3  | -  | 44,3 | 51,0 | -    | 80,0 | 3,7 | 8,7*  | 0,3 | 0,3 | 19,3 |
| 1982†    | L.A. Lakers | 14 | -  | 39,2 | 47,8 | 33,3 | 75,4 | 3,1 | 8,1   | 1,6 | 0,1 | 20,4 |
| 1983     | L.A. Lakers | 14 | -  | 38,4 | 47,7 | 42,9 | 74,0 | 3,4 | 6,4   | 1,3 | 0,1 | 19,0 |
| Carriera | Carriera    | 58 | -  | 39,4 | 47,8 | -    | 76,3 | 3,4 | 8,0   | 1,5 | 0,1 | 17,7 |

## Palmarès
- Campionato NBA: 2

Los Angeles Lakers: 1980, 1982
- NBA All-Rookie First Team (1978)
- 2 volte NBA All-Star (1982, 1985)
- Trentacinquesimo per numero di assist di sempre NBA
- Decimo migliore giocatore di sempre per assist a partita NBA in regular season (8,32 assist a partita)